# Gutshaus Hohenahlsdorf

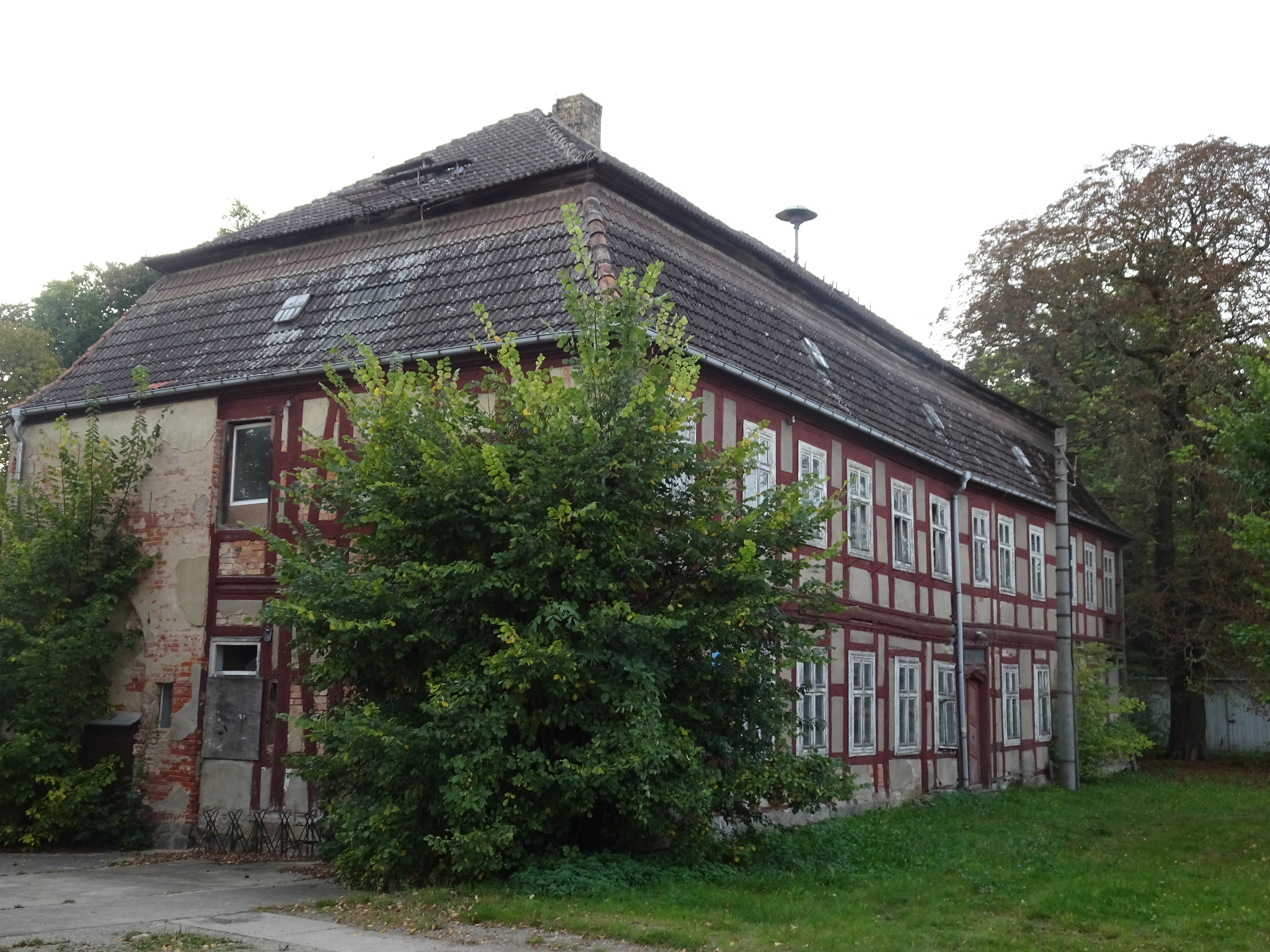
Gutshaus Hohenahlsdorf (2020)

Das Gutshaus Hohenahlsdorf ist ein denkmalgeschütztes Herrenhaus in Hohenahlsdorf, einem Ortsteil der Gemeinde Niederer Fläming im Landkreis Teltow-Fläming im Land Brandenburg.

## Lage
Die Bundesstraße 101 führt von Norden kommend in südlicher Richtung durch den östlichen Teil des Dorfes. Von ihr zweigt die Landstraße 715 nach Südwesten ab. Das Gutshaus steht nördlich der Landstraße; südöstlich die Dorfkirche Hohenahlsdorf.

## Geschichte

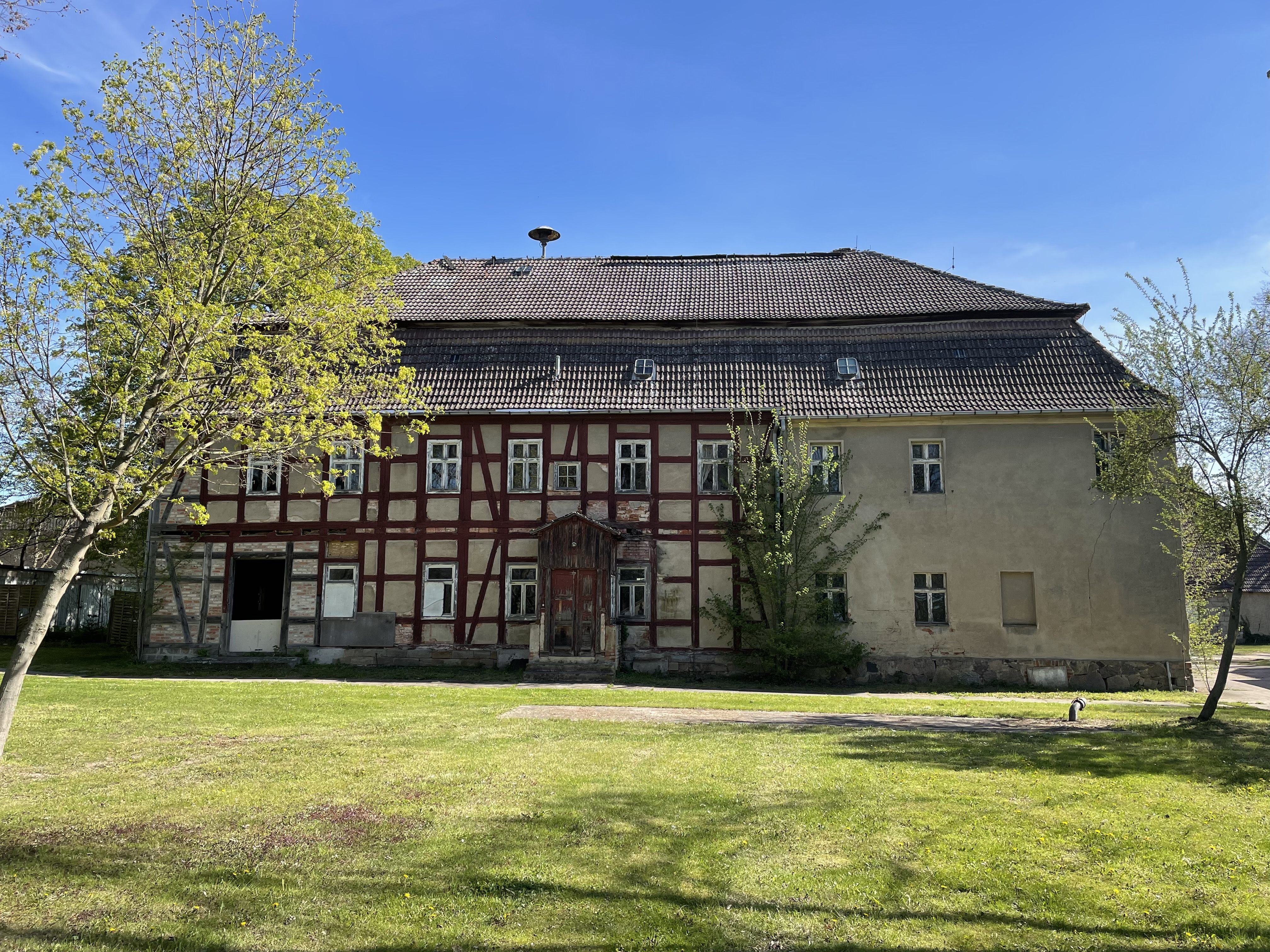
Gutshaus Hohenahlsdorf, Parkseite

Im Jahr 1781 erwarb der Amtmann Balthasar Wollkopf aus Pretzsch das Gut. Er ließ um 1790 ein Gutshaus als Ersatzbau eines Vorgängergebäudes errichten, dass sich jedoch an einem anderen Standort befand. Der Neubau, der einen älteren Kern mit einbezog, erinnert in seiner Gestalt an ein Fachwerkhaus in seiner Heimat. Das dort in der Zeit um 1700 errichtete Gebäude dient im Jahr 2020 als Heimatmuseum. Wollkopfs wurde bereits 1790 als von Wollkopf in den Adelsstand nobilitiert und auch in mehreren Quellen benannt. Nach seinem Tod 1825 gelangte das Gut in den Besitz seiner Frau Johanna von Wollkopf. Sie heiratete im Jahr 1815 den deutschen Forstbeamten Alexander Ferdinand von Erdmannsdorf und lebte bis zu seinem Tod im Jahr 1845 auf dem Gut. Die gemeinsame Tochter Therese wurde zur Gräfin von Reina erhoben und lebte in morganatischer Ehe mit einem Prinzen Georg von Anhalt-Dessau zusammen. 1846 wurde das Gut Hohenahlsdorf an die Familie Friedrich Wilhelm Christian Becker verkauft. Im Jahr 1897 übernahm Georg Becker bis zu seinem Tod im Jahr 1925 das Gutshaus. Seine Frau, Dolfie Keßler, verpachtete es samt Gutsbesitz der 355 ha anschließend an Wilhelm Baath.
Nach dem Zweiten Weltkrieg zogen zunächst Flüchtlinge ein. Nach der Bodenreform in Deutschland diente das Gut ab 1952 als Schule. Nach der Wende wurde das Bauwerk in den Jahren 1995 und 1996 an eine Privatperson vermietet. Seit 1996 steht es leer und ist notdürftig gesichert. Im Jahr 2007 gründete sich ein Förderverein, der sich seit dieser Zeit für die Instandsetzung und Nachnutzung des Gebäudes einsetzte. Er plante, im Erdgeschoss eine öffentliche Begegnungsstätte einzurichten, in der auch die Geschichte des Gutshauses gezeigt werden soll. Im Obergeschoss sollten Zimmer für Touristen sowie eine Hausmeisterwohnung entstehen. Eine andere Nutzung sah vor, dass die Gemeinde Niederer Fläming das Gebäude als Dorfgemeinschaftshaus mit Jugendraum und Feuerwehrdepot nutzten wollte. Im Dezember 2014 entschied die Denkmalschutzbehörde des Landes jedoch, dass eine Nutzung als Fahrzeughalle nicht möglich sei.

## Baubeschreibung

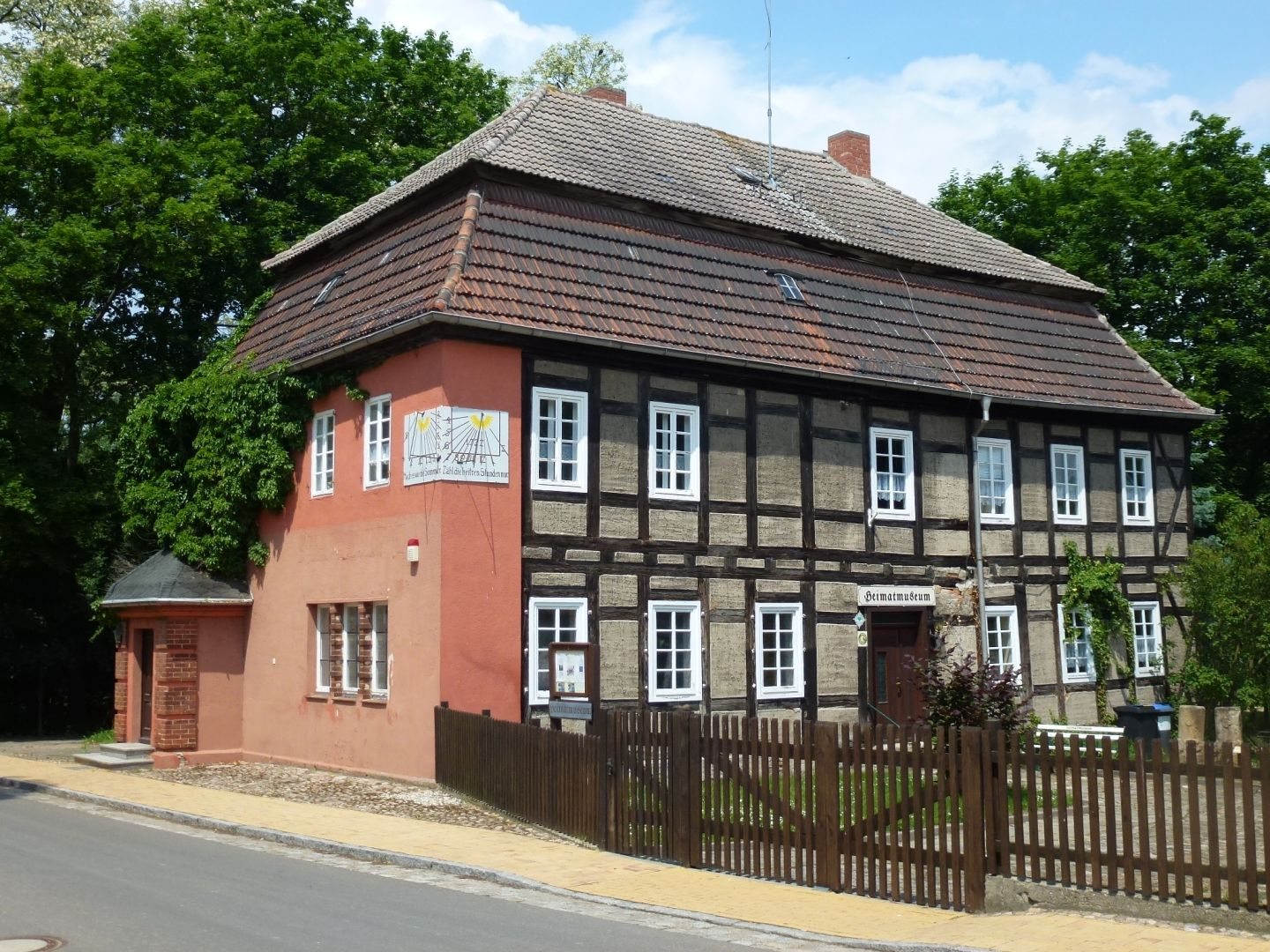
Heimatmuseum in Pretzsch, Vorbild für das Gutshaus

Das zweigeschossige Gebäude wurde aus Fachwerk errichtet und besitzt zwölf Achsen. An der Ostseite befinden sich massive Kellergewölbe, die vermutlich von einem Vorgängerbau stammen könnten. Der Eingang befindet sich nicht mittig, sondern in der fünften Achse zwischen durchgängig hochrechteckigen Fenstern. Auf der Parkseite wurde der östliche Teil verputzt und für die Schulnutzung in den 1950er Jahren umgebaut. Am westlichen Teil befand sich ein hölzerner Balkon, der sich über beide Geschosse erstreckte.
Im Innenraum führt ein Mittelflur durch die gesamte Breite des Gebäudes und erschließt so die relativ gleich großen Räume zur Park- und Hofseite. Im westlichen Teil befindet sich ein Saal, der sich über die gesamte Tiefe des Hauses erstreckt. Über eine Treppe mit einem Dockengeländer gelangt der Besucher in das Obergeschoss. Dort sind alle Räume nicht nur durch einen ebenfalls mittig angeordneten Flur, sondern auch untereinander erreichbar. Im Dachgeschoss mit einem Mansarddach befanden sich die sogenannten Mädchenzimmer.
Der Park ist nur noch in Ansätzen erhalten geblieben. Dort befand sich bis 1945 ein Gartenhaus, das wegen Baufälligkeit abgerissen wurde.